# Lista Falciani
La lista Falciani es una relación que contiene los nombres de unos 130 000 potenciales evasores fiscales con cuentas no declaradas en la sucursal en Ginebra (Suiza) del banco británico HSBC. Recibe el nombre de «Falciani» por Hervé Falciani, un ingeniero informático, extrabajador del banco, que la filtró desde su puesto de trabajo. 
Relacionada con esta lista está la Lista Lagarde, un subconjunto de 2000 nombres pertenecientes a la Lista Falciani. Recibe el nombre de Lagarde por la ministra de economía francesa Christine Lagarde, quien en octubre de 2010 la envió (unos 2000 nombres) a funcionarios griegos para ayudarles a tomar medidas con la evasión fiscal. Sin embargo, pasaron dos años más hasta que la lista Lagarde fue conocida públicamente, cuando el periodista griego Kostas Vaxevanis la publicó en su revista Hot Doc, protestando así contra el fracaso del gobierno griego para comenzar una investigación.

## Lista Falciani
Entre 2006 y 2008, un ingeniero informático del banco HSBC en Ginebra, Hervé Falciani, copió presuntamente datos de su empresa, que contenían los nombres de clientes defraudadores de varios países de la Unión Europea e intentó informar a las autoridades suizas según su versión. Al no tener éxito huyó a Francia con esa información.
En enero de 2009, las autoridades francesas, después de detener a Falciani ya que Suiza había emitido una orden de arresto internacional, la policía hizo una redada en la casa de Falciani en Francia y encontró archivos informáticos con 130 000 potenciales evasores fiscales (de los cuales, 24 000 eran de toda Europa) y se comenzó una investigación. El gobierno francés luego transfirió la información a algunos gobiernos de Europa, como el Reino Unido y España, para ayudarles a afrontar y tomar medidas en la evasión fiscal de sus países.
Posteriormente Falciani se trasladó a España, donde de nuevo fue arrestado por la orden de arresto internacional emitida por el gobierno suizo. La Audiencia Nacional decidió no extraditarlo y lo dejó en libertad. Falciani colaboró entretanto con la justicia española.
En febrero de 2015, el contenido íntegro de la lista Falciani salió a la luz gracias a una investigación coordinada por el Consorcio Internacional de Periodistas de Investigación (ICIJ) y el diario Le Monde, conocida como «SwissLeaks». La lista contiene miles de nombres de personas físicas y jurídicas, entre ellas personalidades destacadas del mundo empresarial, de la nobleza y del espectáculo, residentes en más de doscientos países. En total acumulaban algo más de 102 000 millones de dólares en la entidad suiza y alrededor de 30 000 cuentas bancarias.

## Colaboración con la justicia española

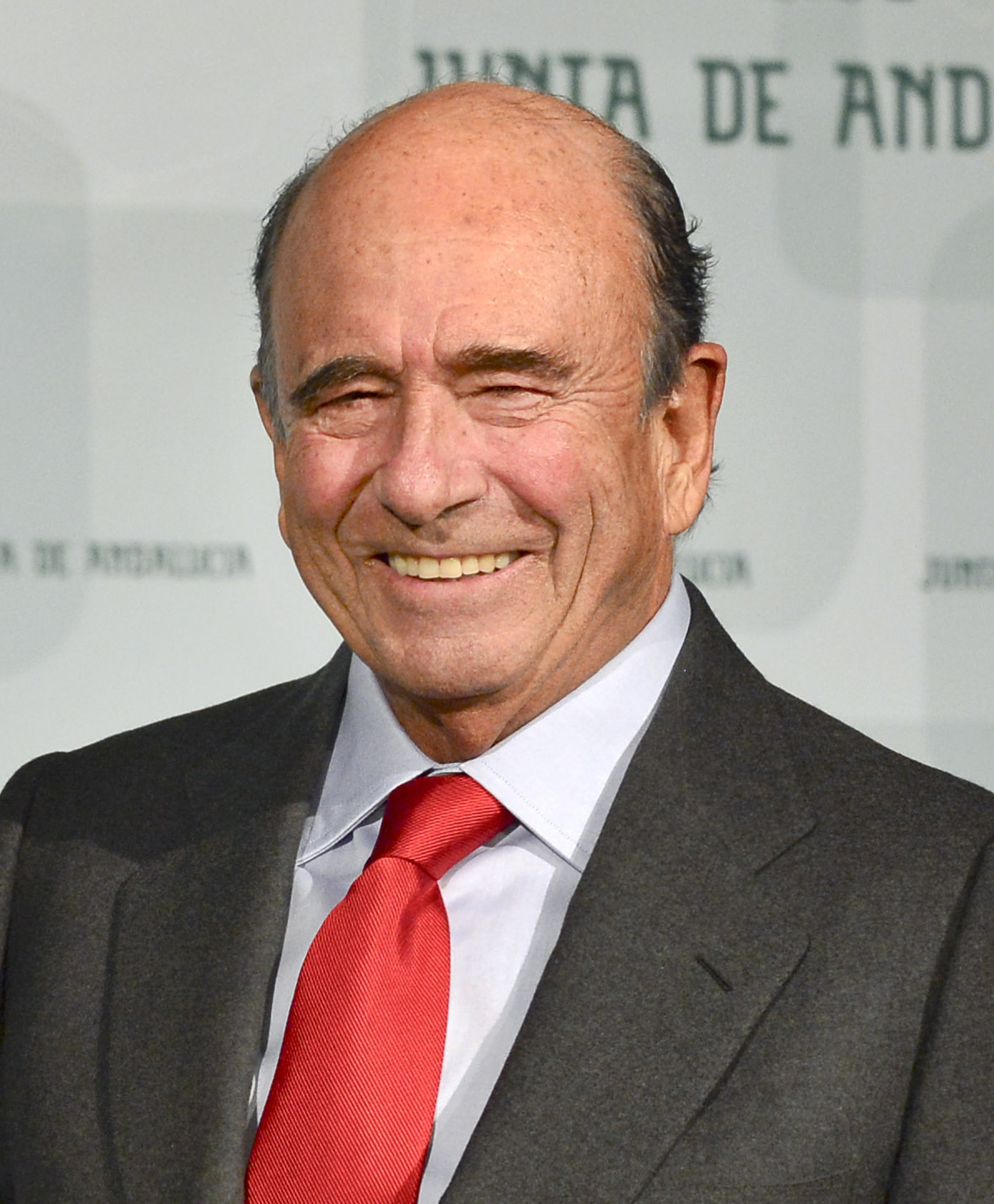
Emilio Botín, uno de los nombres que trascendió y que tuvo que regularizar su situación con la Hacienda española

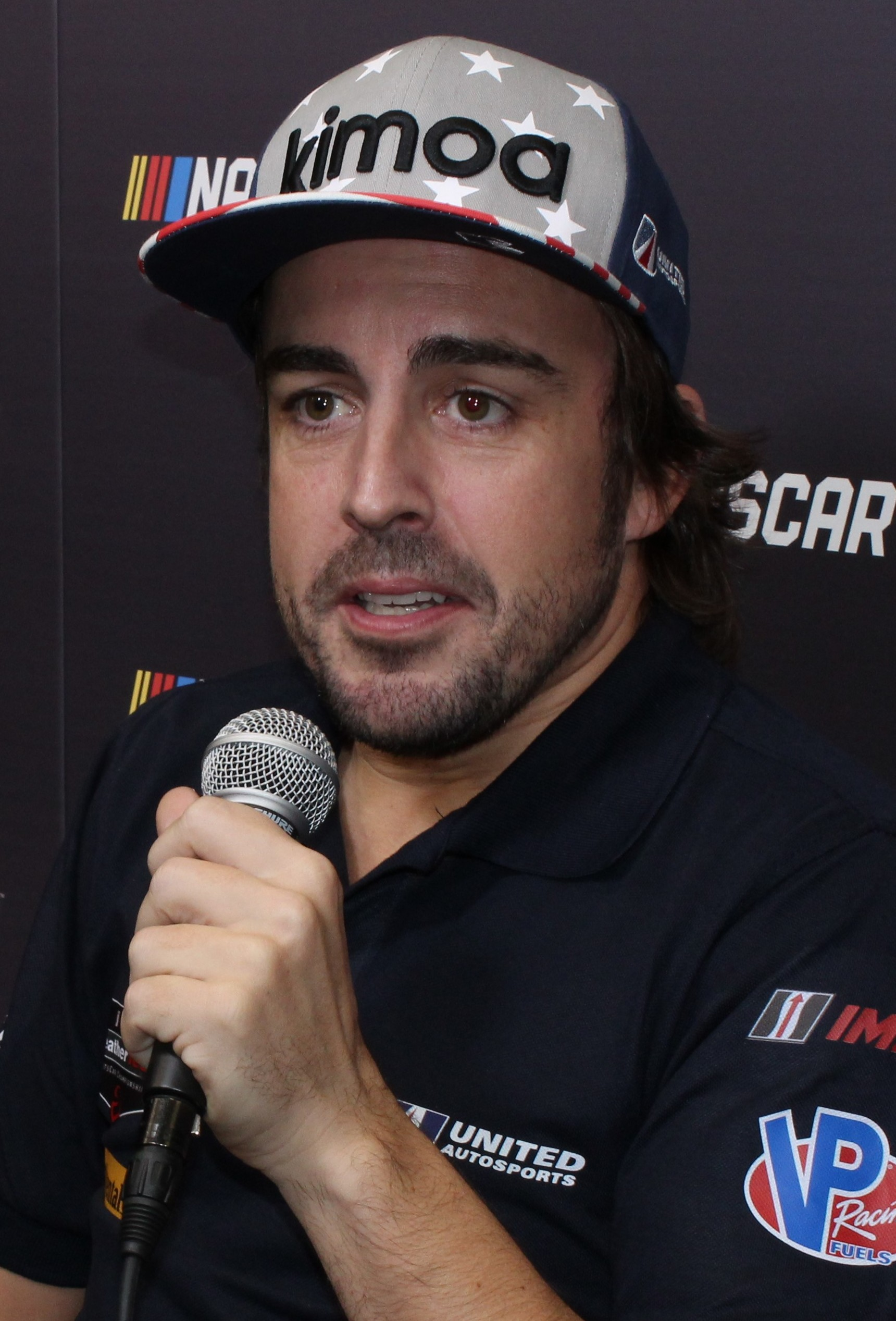
Fernando Alonso apareció en la lista como la figura pública más conocida de España

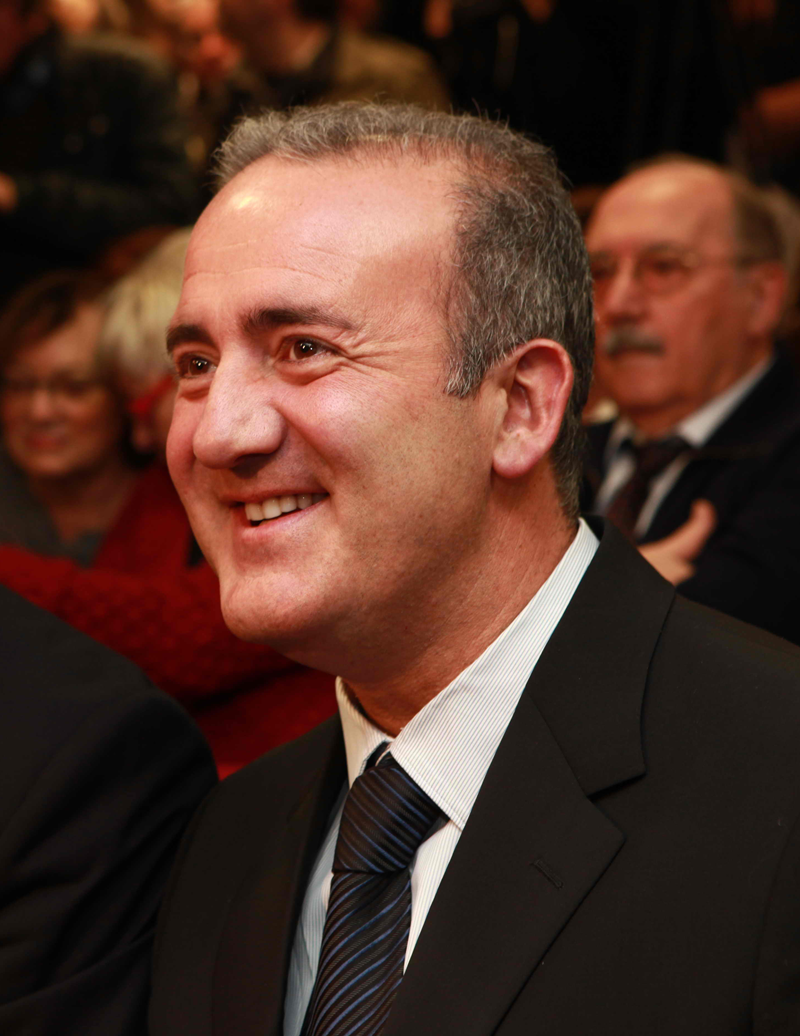
El exvicepresidente del F. C. Barcelona Alfons Godall fue el nombre de mayor conocimiento público de la lista en Cataluña

La lista sirvió en el año 2010 para identificar a 659 presuntos evasores fiscales en España. La Agencia Tributaria española, en una decisión muy criticada como "trato de favor", notificó a 558 de ellos para que regularizaran su situación. De estos, 306 se acogieron a esa segunda oportunidad y presentaron declaraciones complementarias a las que se les impuso el recargo correspondiente a tributaciones fuera de plazo.
Si bien el ministro de Hacienda Cristóbal Montoro no publicó nunca la lista íntegra, sí que han trascendido algunos nombres como el de Emilio Botín (presidente del Banco Santander), que pagó 200 millones de euros para regularizar su situación con Hacienda.
Según una investigación de El País (basada en los denunciados por cometer delito fiscal una vez conocida la lista), entre los defraudadores también se encontrarían directivos de empresas conocidas como Cirsa o Pepe Jeans y otro largo listado de empresas dedicadas al mercado inmobiliario, ventas de obras de arte y servicios de exportación.
Probablemente, el nombre más reconocido públicamente fue el del piloto de automovilismo Fernando Alonso, quién apareció entre los clientes de HSBC en la lista.
Circuló también por internet una lista falsa, atribuida erróneamente a Vicenç Navarro, en la que se incluían algunos políticos españoles de gran renombre.

## Lista Lagarde
La Lista Lagarde es solo un subconjunto de un conjunto de datos mucho mayor, con unos 130 000 nombres de clientes del HSBC obtenido por la policía francesa. No se debe confundir con otra lista del Banco de Grecia de unas 54 000 personas que sacaron del país un total de 2200 millones de euros, y que no fueron investigados.

### Entrega a las autoridades griegas
A principio de verano de 2010, el servicio de inteligencia francés (Dirección General de Seguridad Exterior) al entonces servicio nacional de inteligencia griego que muchos de los que aparecían en la lista de Falciani eran griegos, y que las autoridades francesas estaban listas para enviarles una lista con los nombres de los ricos griegos con cuenta en el banco suizo para ayudar al gobierno griego a combatir la evasión fiscal. El jefe de inteligencia griego informó al entonces ministro de economía del gobierno de George Papandreou, Giorgos Papakonstantinou, que aceptó esta información en un encuentro con la ministra de economía francesa Christine Lagarde, con la condición de que fuese un encuentro discreto.
En octubre de 2010, Lagarde envió una lista con 1991 nombres a Papakonstantinou a través de canales diplomáticos en un CD sin etiquetar, que contenía hojas de cálculo de aproximadamente 2000 cuentas, ahora conocido en Grecia como la "lista Lagarde". Más tarde, Papakonstantinou anunció en el parlamento que había puesto todos los archivos a disposición del nuevo jefe de la policía fiscal - la Unidad griega de Crímenes Financieros y Económicos (SDOE) - y les pidió que se iniciara una investigación completa. Sin embargo, las autoridades fiscales eligieron no hacerlo y cuando Papakonstantinou dejó el cargo a mediados de 2011, el CD se había extraviado. El sucesor de Papakonstantinou, Evangelos Venizelos, exlíder del partido socialdemócrata PASOK, hizo una copia en una memoria flash y empezó una pequeña investigación por si alguno de los nombrados en la lista habían cometido algún delito fiscal. La investigación solo llegó a unos diez políticos y no hubo acciones legales. Fue cuando el actual Ministro de Economía Yannis Stournaras se interesó sobre la pérdida de información y quiso pedir a París una copia, que Venizelos supuestamente recordó que había dejado la memoria USB con los datos en el cajón de su secretaria.
A principios de octubre de 2010, el entonces Ministro de Defensa Yiannis Sbokos fue arrestado en un escándalo de corrupción política, acusado de cohecho y blanqueo de dinero. Al día siguiente, el antiguo Ministro de Interior Leonidas Tzanis durante 1999-2001, se halló muerto en el sótano de su casa, donde aparentemente se habría ahorcado. Vlassis Kambouroglou, otro empresario (y antiguo director de Drumilan International, una empresa involucrada en la venta del sistema de misiles ruso Tor-M1 a Grecia) acusado de estar involucrado en el escándalo fue hallado también muerto en una habitación de hotel en Yakarta. Fue la segunda persona conocida que murió en misteriosas circunstancias en solo 5 días. Tanto el nombre de Tzanis como el de Kambouroglou estaban en la Lista Lagarde.

### Publicación
El 28 de octubre de 2012, el periodista y editor griego Kostas Vaxevanis afirmó haber conseguido la lista y publicó un documento con 2056 nombres en su revista Hot Doc. Al día siguiente fue arrestado por violar las leyes de privacidad, afrontando condenas de hasta dos años de prisión. En el juicio celebrado tres días después, Vaxevanis fue declarado no culpable.

En el caso de los medios españoles, fue el diario El Confidencial el primero en desvelar la lista Falciani. El 8 de febrero de 2015 anunció que iría descubriendo los nombres y a partir del 9 de febrero amplió los datos progresivamente. Más adelante, se sumaron a la publicación de investigaciones medios como La Sexta o El Mundo.
Las investigaciones publicadas de la Lista Falciani destacan, según Gaibar (2015), por varios motivos: por un lado, destapan del sistema de fraude en el uso de los paraísos fiscales para evadir impuestos y, por el otro lado, colaboran con la figura del “whistleblower”, es decir, el que filtra la información aún con riesgo de exponerse y perder su puesto de trabajo y situación personal con el fin de contribuir con sus datos  a la mejora de la sociedad.
Cuando se hizo pública en febrero de 2015, Venezuela figuró como el tercer país con mayor cantidad de dólares depositados en la filial suiza del banco británico HSBC, con un total de 14.800 millones. Solo detrás de Suiza y el Reino Unido. El total de los recursos colocados de Latinoamérica y el Caribe sumaban más de 31.000 millones de dólares, es decir que el aporte de Venezuela fue de casi la mitad.